# Cantone di Saint-Romain-de-Colbosc
Il Cantone di Saint-Romain-de-Colbosc è una divisione amministrativa dell'arrondissement di Le Havre.
A seguito della riforma complessiva dei cantoni del 2014 è passato da 18 a 38 comuni.

## Composizione
Prima della riforma del 2014 comprendeva i comuni di:
- La Cerlangue
- Épretot
- Étainhus
- Gommerville
- Graimbouville
- Oudalle
- La Remuée
- Rogerville
- Sainneville
- Saint-Aubin-Routot
- Saint-Gilles-de-la-Neuville
- Saint-Laurent-de-Brèvedent
- Saint-Romain-de-Colbosc
- Saint-Vigor-d'Ymonville
- Saint-Vincent-Cramesnil
- Sandouville
- Tancarville
- Les Trois-Pierres

Dal 2015 comprende i comuni di:
- Angerville-Bailleul
- Annouville-Vilmesnil
- Auberville-la-Renault
- Bec-de-Mortagne
- Bénarville
- Bornambusc
- Bréauté
- Bretteville-du-Grand-Caux
- La Cerlangue
- Daubeuf-Serville
- Écrainville
- Épretot
- Étainhus
- Goderville
- Gommerville
- Gonfreville-Caillot
- Graimbouville
- Grainville-Ymauville
- Houquetot
- Manneville-la-Goupil
- Mentheville
- Oudalle
- La Remuée
- Sainneville
- Saint-Aubin-Routot
- Saint-Gilles-de-la-Neuville
- Saint-Laurent-de-Brèvedent
- Saint-Maclou-la-Brière
- Saint-Romain-de-Colbosc
- Saint-Sauveur-d'Émalleville
- Saint-Vigor-d'Ymonville
- Saint-Vincent-Cramesnil
- Sandouville
- Sausseuzemare-en-Caux
- Tocqueville-les-Murs
- Les Trois-Pierres
- Vattetot-sous-Beaumont
- Virville